# Ruppaner-Brauerei Gebrüder Ruppaner
La Ruppaner-Brauerei Gebrüder Ruppaner est une brasserie à Constance (Allemagne).

## Histoire
En 1795, le vogt palatin Nikolaus Matt fonde la brasserie sous le nom de Bierbrauerei zur Sonne. En 1872, la famille de brasseurs Ruppaner reprend l'usine de production et le restaurant. À la fin des années 1980, la direction est reprise par Andrea, la fille de Karl-Bernhard Ruppaner et de Hans Ruppaner, et son gendre Wolfgang Scheidtweiler. La brasserie Ruppaner en est maintenant à sa quatrième génération en tant que brasserie privée de taille moyenne.
Elle est membre de la société coopérative Brauring.

## Production
- Bio-Schimmele : pils naturellement trouble
- Bodensee Radler : bière mélangée avec de la limonade
- Lago Lemon : bière mélangée au goût de citron vert
- 1414 Extra : bière brune naturellement trouble à l'occasion des 600 ans du concile de Constance
- Bodensee Pils : pils avec cinq arômes de houblon à l'occasion des 500 ans du Reinheitsgebot.